# Prowincja Satif
Prowincja Satif (arab. ولاية سطيف) – jedna z 48 prowincji Algierii, znajdująca się w północnej części kraju.